# تشارلز ألان رايت
تشارلز ألان رايت (بالإنجليزية: Charles Alan Wright)‏ هو محامي أمريكي، ولد في 3 سبتمبر 1927 في فيلادلفيا في الولايات المتحدة، وتوفي في 7 يوليو 2000 في أوستن في الولايات المتحدة.